# Hydroporus acutangulus
Hydroporus acutangulus là một loài bọ cánh cứng trong họ Bọ nước. Loài này được Thomson miêu tả khoa học năm 1856.